# Seifriedsberg (Blaichach)
Seifriedsberg (mundartlich: Sīvrədschbeəg, Sifritsbearg) ist ein Gemeindeteil in der Gemeinde Blaichach im bayerisch-schwäbischen Landkreis Oberallgäu. 

## Geographie
Das Pfarrdorf liegt circa 1,5 Kilometer südlich des Hauptorts Blaichach.

## Ortsname
Der Ortsname stammt vom mittelhochdeutschen Personennamen Sīfrit und bedeutet (Siedlung an/auf der) Anhöhe des Sīfrit. Die Diphthongierung von Sifriedsberg zu Seifriedsberg fand durch nichteinheimische Schreiber, vor allem aus dem Hochstift Augsburg ab dem 16. Jahrhundert, statt.

## Geschichte
Seifriedsberg wurde erstmals urkundlich im Jahr 1275 mit der Pfarrei Sifritsperg genannt. Die Siedlung bestand bis ins 19. Jahrhundert nur aus Pfarrkirche, Pfarrhaus und Mesnerhaus. Die Kirche St. Georg und Mauritius wurde um 1970 neu erbaut.

## Baudenkmäler
Siehe: Liste der Baudenkmäler in Seifriedsberg